# C.A.R. Atlético Minero
El Atlético Minero  es un club de fútbol peruano con origen en la ciudad peruana de Matucana, en la provincia de Huarochirí, departamento de Lima. Fue fundado en 1997 y juega en la Copa Perú.

## Historia

### Fundación
El Club Atlético Minero fue fundado en el año 1997, en la localidad minera de Casapalca bajo el nombre de Unión Minas de Casapalca. Al siguiente año, bajo la batuta de los dirigentes Juan Díaz, Juan Flores, Héctor Gamarra y Dionicio De la Cruz es fusionado con el Club Boca Juniors, optando por mutuo acuerdo llamarlo Atlético Minero del Rímac.

### Primeros años
En el 2001 se sumaría a la dirigencia, como presidente del club, el ingeniero Fernando Pajuelo iniciando su mejor trayectoria como participante de la Copa Perú. En 2003 llegó hasta la etapa Departamental donde eliminó a Manuel Prado de Oyón en primera fase por un global de 7-0 y en segunda fase superó a San Antonio Trapiche de Canta. En semifinales superó a Águilas de América de Comas pero perdió la final departamental con Nicolás de Piérola de Huacho y quedó eliminado. Al año siguiente fue eliminado en la segunda fase de la Departamental por Juventud Torre Blanca de Chancay tras perder 3-1 de visita y empatar 0-0 en Matucana.

### Copa Perú 2005 y ascenso a Segunda
Su primera gran campaña la realizó en el año 2005 cuando clasificó a la Etapa Regional dejando fuera en semifinales a Juventud Torre Blanca. En la final departamental logró el título luego de vencer a Residencial Huaral por 2-0 en Matucana y 2-1 en Huaral. Tras superar la Etapa Regional clasificó a la etapa Nacional representando a Lima donde eliminó a Deportivo Aviación y Olímpico Somos Perú que provenían de la Segunda División, llegando hasta semifinal donde fue eliminado por el José Gálvez de Chimbote.
En el año 2006, tras la convocatoria para los cupos de la Segunda División, el club se presentó a ésta, logrando obtener una de las dos vacantes. Pero como las bases de la convocatoria establecían que solo podían obtener los cupos equipos de ciudades donde no haya fútbol profesional, Minero tuvo que cambiar de sede a la ciudad de Huancayo, donde jugó durante todo el 2006.

### 2007 Lucha por el Ascenso a Primera División
Tras su primera participación en segunda división, Atlético Minero contrató como entrenador a Tito Chumpitaz. A este torneo se integraron Hijos de Acosvinchos (subcampeón de la Copa Perú el 2006) y Unión Huaral (descendido del Descentralizado). Minero iba a jugar este torneo por primera vez de local en Matucana, gracias a que la Municipalidad de Huarochirí amplió la capacidad del estadio Municipal a 3000 personas (antes su capacidad era de apenas 1000).
Para esta temporada, Atlético Minero contó con refuerzos como Carlos Laura, Franco Mendoza, Juan Pablo Vergara, Jorge Leiva, entre otros. En el transcurso del campeonato, Atlético Minero iba perfilándose de a pocos como el favorito para coronarse campeón. Sin embargo, Vallejo y UTC no le perdían el paso. El primer partido crucial del cuadro naranja fue en Matucana ante los cajamarquinos; la victoria fue de los locales 1-0. Dos fechas después, Minero visitaba a César Vallejo en el estadio Mansiche y la victoria fue para los ‘poetas’ 2-1.
La derrota en Trujillo fue la única sufrida por el cuadro naranja a lo largo del campeonato. Minero, como visitante, logró resultados importantes como el 4-0 a América Cochahuayco y el 4-1 y 5-0 a los históricos Unión Huaral y Alfonso Ugarte respectivamente.
Final de infarto Faltaban solo 3 fechas para que finalice el torneo y Vallejo era puntero con 41 puntos, seguido de Minero con 40 y UTC con 35. Uno de ellos se coronaria campeón y subiría a primera división. Lo más emocionante de este final, era que esos equipos se iban a enfrentar entre sí.
Al ser un torneo con número impar de equipos (11), César Vallejo debía descansar en la fecha 18. Si Atlético Minero ganaba, pasaría a ser el nuevo puntero. Esa fecha, UTC recibía a estadio lleno en Cajamarca al cuadro naranja con la intención de acercarse en la tabla. Fue un partido más que polémico, ya que a los locales le anularon un gol por supuesto off side, mientras que a Minero no le cobraron un penal más que evidente. Cuando faltaban pocos minutos, los recogebolas empezaron a agredir a la banca visitante, lo que provocó una gran bronca que se agrandó aún más con el lanzamiento de objetos por parte de la tribuna. El partido tuvo que ser finalizado y el marcador terminaría igualado a cero. De esta forma, Vallejo y Minero quedaban igualados en el primer lugar con 41 puntos, mientras que UTC llegaba a 36.
En la fecha 19, UTC logró una gran victoria en Ayacucho por 3-2 ante La Peña Sporting, y de esta manera, sumó 39 puntos. Para seguir soñando con el ascenso, debía esperar que Minero y Vallejo empaten en Matucana. Y así fue.
Sin duda era el partido de la fecha. El estadio Municipal estaba totalmente lleno; los punteros se enfrentaban entre sí, y el ganador, tendría casi asegurado su cupo a primera. El cuadro naranja logró ponerse en ventaja a los 13’ por intermedio de Jorge Leiva, pero a los 69’, Ricardo Caldas puso el empate para los ‘poetas’. El partido terminó y dejaba una última fecha más que interesante, pues aún no había campeón.
Llegaba así la última fecha del torneo (11 de noviembre de 2007), y Atlético Minero debía visitar en el estadio San Marcos a Hijos de Acosvinchos. Vallejo, por su parte, recibía al UTC, que debía ganar y esperar que Minero pierda para ir a un triangular que defina al campeón. No obstante, el cuadro cajamarquino, que atravesaba una crisis institucional terrible (tal vez la peor de su historia), llegaba debiéndo 4 meses de sueldo a sus jugadores y los ánimos no eran los mejores.
Los dos partidos se jugaron a la misma hora. En Trujillo, César Vallejo le propinó una gran goleada (6-0) a su rival con goles de Ricardo Caldas (3), Víctor Carbajal (2) y Luis Cordero. Al finalizar ese partido, los jugadores y cuerpo técnico escuchaban por radio el partido en Lima del Minero, que empataba a cero con Acosvinchos. Dicho partido terminó empatado y, el cuadro ‘poeta’, tras dos años de ausencia, logró retornar a primera división. César Vallejo era el campeón.
Aún hay esperanzas Finalizado el torneo de segunda división, la dirigencia de Atlético Minero se entera de la posibilidad de un repechaje con el subcampeón de la Copa Perú (estaba en proceso). Fue entonces que el presidente del club, Fernando Pajuelo, retuvo a casi todos su jugadores para que siguieran entrenando con miras al posible partido (que se disputaría en diciembre). Tito Chumpitaz decidió no continuar como entrenador, por lo que contrataron a José Ramírez Cubas para que se haga cargo del equipo.
Los jugadores realizaban sus entrenamientos en las ciudades de Cocachacra y San Mateo, así como en la provincia de Lima. En la Copa Perú, se dio a conocer al subcampeón de dicho torneo: Sport Águila de Huancayo, que perdió en la final ante Juan Aurich (campeón). Sin embargo, el partido de repechaje aún no se declaraba oficial.

### 2008 El Minero es de primera
El club logró el objetivo de llegar a primera, pero no todo llegaría a ser felicidad.
Luego de la frustración de ser subcampeones en segunda división, el pueblo huarochirano le siguió brindando el apoyo al equipo para la próxima temporada (2008). Sin embargo, en a principios de año, recibieron una gran noticia: Minero disputaría un partido con el subcampeón de Copa Perú (Sport Águila) por un cupo a primera. Esta decisión tardó mucho en volverse oficial (desde noviembre del 2007 se venía rumorando el repechaje), ya que otros 2 equipos también querían obtener ese cupo. Se trataba de Total Clean y Deportivo Municipal, quienes habían descendido ese año a segunda. Finalmente, la FPF descartó a esos 2 equipos y pactó el encuentro entre los subcampeones de los torneos de ascenso.
Dicho encuentro se desarrolló en el estadio Monumental el 13 de enero. La prensa daba como favoritos al Sport Águila, ya que llegaban con mejor ritmo futbolístico que el Minero (no jugaba desde noviembre). Sin embargo, el cuadro naranja, con coraje y mejor fútbol, logró un contundente 3-0 con goles de Jorge Leiva, Carlos Flores (en contra) y Edwin Retamoso. Por fin el sueño de jugar en primera se hizo realidad.

#### Locales en Huancayo
Huarochirí estaba de fiesta. Los jugadores fueron homenajeados por la municipalidad y eran considerados ídolos por la gente. Pero no todo fue felicidad: El estadio Municipal de Matucana no reunía las condiciones necesarias para ser sede de un equipo de primera (No tenía buenos camerinos, sala de prensa, ni capacidad para 5000 personas). Las autoridades decidieron invertir para mejorar el estadio, pero el proyecto demoraría aproximadamente 6 meses. Por lo pronto, Atlético Minero debía ser local en el estadio Huancayo por todo el Torneo Apertura.
Otra desventaja del Minero respecto a los demás equipos, era que tenía solo un mes para contratar jugadores y hacer la pretemporada. Varios de la temporada pasada se quedaron como Carlos Laura, Edwin Retamozo, Franco Mendoza, Jorge Leiva, entre otros. Se sumaron a ellos jugadores que no tenían equipo como Nicolás Pisano, Roberto Duffó y Ricardo Pérez.

#### Estreno con goleada
El debut del cuadro naranja en primera fue el 16 de febrero, siendo locales ante Sport Boys. Fue un contundente 3-0 que tuvo como figura al “Cabezón” Franco Mendoza. Sin embargo, tres días después cayó por 3-1 ante Alianza Atlético en Sullana. Posteriormente, un empate ante Melgar y otra derrota ante Vallejo ubicaron al equipo en la parte baja de la tabla.
Al término del Torneo Apertura, el club se ubicó en el último lugar de la tabla con 25 unidades. Como visitantes, apenas sumaron un punto (ante Melgar); mientras que de locales ganaron 6 veces, empataron otras 6 y fueron derrotados solo una vez (ante Universitario 2-0).

#### Regreso a casa
Para el Torneo Clausura, el estadio Municipal de Matucana quedó habilitado y el pueblo huarochirano pudo ver a su equipo jugando en casa. Esta vez sí eran locales de verdad.
El primer partido jugado en ese recinto acabó con victoria naranja por 2-0 ante Melgar. Para este encuentro se sumaron los nuevos refuerzos del club como Juan “Chiquito” Flores, Natalio Portillo, Renzo “Ropita” Benavides y Nick Montalva. La fecha siguiente les tocaba jugar nuevamente de locales, esta vez ante Sport Boys (el torneo empezó con la segunda fecha y 10 días después se jugó la primera). El cuadro minero le propinó un 5-0 contundente e inolvidable para los asistentes, pues con este resultado “la naranja” salía de la última posición en la tabla acumulada. La emoción fue aún mayor una semana después, ya que Minero derrotó 2-1 en Trujillo a la UCV.
Posteriormente, el club realizó partidos destacables como la victoria en Matute 2-1 a Alianza Lima; y también partidos malos como la derrota en casa 3-0 ante San Martín. Los últimos 5 partidos del torneo eran decisivos para lograr salvar la categoría. Atlético Minero logró empatar en Cusco 1-1 ante el difícil Cienciano, pero la fecha siguiente cayó de local 1-0 ante Sporting Cristal en un partido que Juan Flores desperdició un penal. Faltaban 3 fechas, las 2 primeras como visitante, y el rival era Bolognesi. En un primer tiempo realmente malo, el cuadro tacneño logró marcar 3 goles. Para el segundo tiempo, Minero intentó reaccionar, pero solo marcó 2 tantos que no pudieron evitar la derrota. Juan Aurich, rival directo por la baja, había vencido a la misma hora al ya descendido Sport Boys e igualó en el acumulado al Minero con 58 puntos.
El siguiente partido era en Huaraz ante Sport Ancash, que luchaba por un cupo a la Copa Sudamericana. Minero salió con todo por el triunfo y lo estaba logrando, pero en el último minuto, los locales pusieron el empate (2-2) y con eso, los de Huarochirí se iban a segunda a falta de una fecha, pues Aurich goleó 3-0 al Alianza Atlético.
En la última fecha, Atlético Minero era local ante un Alianza Lima que no peleaba por nada; mientras Juan Aurich visitaba en Trujillo a César Vallejo que pretendía alcanzar la Sudamericana. El duelo norteño acabó empatado 0-0, mientras que en Matucana, a falta de 5 minutos, Nick Montalva marcó el gol de la victoria minera que obligaba a jugar un partido de desempate ante los chiclayanos.
El estadio de Matute fue el escenario que decidía el destino de chiclayanos y huarochiranos. Aurich poseía una buena solvencia económica debido al reciente nombramiento de Edwin Oviedo como presidente. Minero, por su parte llegaba con muchas deudas a este partido.
Con las tribunas de Oriente y Occidente llenas (no se habilitaron las populares), se dio inicio al partido. Un gol sorpresivo del colombiano Edison Chará (Q. E. P. D.) puso en ventaja al cuadro norteño. Natalio Portillo logró igualar el marcador luego de vencer al portero Martinucci. Sin embargo, 10 minutos después, Carlos Zegarra puso nuevamente en ventaja a su equipo tras un tiro de esquina. En el segundo tiempo, Minero intentó empatar, pero fue en vano. El equipo de Huarochirí regresó nuevamente a segunda división y el cuadro chiclayano logró permanecer en la máxima categoría.

### 2009 - 2011: Crisis económica
El cuadro naranja regresaba a segunda división con una enorme deuda, 380 mil dólares. Esa era la deuda que había acumulado el club en su estancia en primera división.
Muchos dirigentes hubieran optado por vender el club o desaparecerlo; pero Atlético Minero, al mando de Fernando Pajuelo y con el asesoramiento de Juan Guzmán, se propuso como objetivo no ascender nuevamente hasta lograr cancelar tal cantidad de dinero.
Como no había plata para contratar jugadores, se llegó a un acuerdo con la Universidad San Martín para que sus juveniles que no tenían mucha continuidad, integren el primer equipo del cuadro naranja y participen en el torneo de segunda división, que tenía equipos muy competitivos como Sport Boys, Cobresol, Deportivo Coopsol, entre otros.
Atlético Minero logró salvar la categoría en la última fecha al vencer como visitante 5-2 a Sport Águila y mandó al descenso a la Real Academia y Deportivo Municipal.
Para la temporada 2010 Minero se quedó sin auspiciadores y había perdido el apoyo de la municipalidad de Huarochirí. No había dinero ni para el pasaje de los jugadores y, ante tal crisis, el equipo jugó varios partidos como local en el colegio San Alfonso de Santa Clara en Vitarte, para así evitar que los jugadores hagan largos viajes y el club ahorre en hospedaje y alimentos.
Para dicha campaña se sumaron jugadores experimentados como César Charún, César Goya y Danfer Doy, así como jóvenes provenientes de las canteras. El vínculo con el club San Martín se dio por concluido debido a la aparición del torneo de Promoción y Reservas para los clubes de primera división. Atlético Minero realizó una campaña irregular y terminó sexto en el torneo a más de 20 puntos de distancia del campeón Cobresol.
Si bien no había patrocinador (solo Movistar), el club iba subsanando su deuda de a pocos, y para la temporada 2011 contó con refuerzos como Ángel Muchotrigo, Josafat Porras, Alexander Salas, entre otros.
El equipo logró buenos resultados en las primeras 18 fechas, como ganarle en Huaraz 2-1 a Sport Áncash y golear a Bolognesi y Torino. En esa primera fase, Minero se ubicó en el quinto lugar e integró la liguilla por el ascenso.
En esa etapa, el club se encontraba muy lejos de los primeros lugares y los resultados que obtuvo fueron lamentables: Perdió todos los partidos que disputó y ganó apenas tres puntos tras el walk over decretado ante Sport Ancash.
Sin embargo, no todo fueron malas noticias ese año, ya que tras la poca inversión realizada en esos tres años, el club logró cancelar la deuda que tenía y recibió nuevamente el apoyo del municipio huarochirano, que le otorgó el estadio Municipal sin costo alguno para que entrenen las veces que quieran y jueguen sus partidos.

### 2012 Libre de deudas
El club ya no debe un solo centavo y ahora solo piensa en fútbol. Deuda cancelada. Por fin, luego de 3 años, Atlético Minero logró subsanar todo lo que debía, tanto a los exjugadores como a la ADFP. El proyecto de utilizar jugadores juveniles y canteranos dio sus frutos y ahora, el siguiente paso es tener una infraestructura propia.
Pero no todo es tranquilidad en Minero, pues este año tampoco contará con un patrocinador en el pecho. El único generador de ingresos es la empresa Movistar, que brinda cerca de 30 mil dólares mensuales por los derechos televisivos. Es por esos motivos que el club tomó la correcta decisión de no hacer una gran inversión para contratar jugadores, pues volverían a endeudarse como en el 2008.
Pocos jugadores de la temporada pasada se mantuvieron como Muchotrigo, Porras, Arias, Tafur o Rodríguez. A ellos se le sumaron jugadores experimentados como Manuel Riofrío, Juan Quinónez, Rodolfo Ojeda, entre otros. El director técnico para esta temporada es Lizandro Barbarán.
Como era de esperarse, los problemas en segunda división iban a estar presentes desde la primera fecha. Esta vez, Sport Ancash no cumplió con el pago a la Agremiación y no le programaron el partido que debía disputar con Minero en Matucana. El cuadro naranja se llevó los 3 puntos por walk over.
El siguiente partido era con Torino en Piura. El cuadro local, sin merecerlo, se llevó los 3 puntos al vencer 1-0 con gol de Jorge Navarrete. Tras ese partido, Minero acumuló una racha de 5 victorias seguidas.
En la tercera fecha recibió a Bolognesi, rival al que logró vencer 2-1 tras ir con el marcador en contra. Las siguientes 2 fechas eran en Lima, ante Hijos de Acosvinchos y Pacífico respectivamente. El primero de ellos ejerció de local en el colegio Bartolomé Herrera. La victoria fue por la mínima diferencia con un gol marcado en los últimos minutos por Rodolfo Ojeda de penal.
Contra Pacífico se jugó en el estadio de la UNI. Pese a ir perdiendo con gol de Alejandro Chui, Minero reaccionó y le dio vuelta al marcador gracias a los tantos de Luis Rojas (en contra) y Juan Quinónez, que puso el 2-1 definitivo.
En la sexta fecha, Minero era local ante Deportivo Coopsol. Quizá fue el rival más difícil que tuvo, pues a falta de 10 minutos, el cuadro naranja se quedó con 9 hombres tras las expulsiones de Castillo y Ojeda. A falta de 5 minutos, cuando Coopsol se lanzaba con todo al ataque, llegó el tanto de Quinónez que desató la alegría en el estadio Municipal. Ya en los descuentos, una falta en el área al mismo Quiñónez fue transformada en gol por Alexander Salas, que puso el 2-0 definitivo.
El siguiente partido fue en Huánuco ante Alianza Universidad. Fue un encuentro sumamente complicado, donde el cuadro naranja logró imponerse 3-2 con goles de Salas, Quiñónez y Córdoba. Descontaron León y Caballero para el cuadro local.
Posteriormente, el cuadro naranja, con varios lesionados, obtuvo 3 derrotas seguidas ante Unicachi (1-2), Caimanes (1-0) y Sport Ancash (3-0). Este último equipo se había convertido en el nuevo líder del torneo tras 10 fechas disputadas.
Para la fecha 11, el rival era Torino y la victoria fue naranja (2-0); sin embargo, no pudo con Bolgnesi y cayó 1-0. La semana siguiente, recibió tres puntos debido al retiro de Acosvinchos, que debía ser el rival de turno.
Posteriormente, 2 derrotas seguidas ante Pacífico y Coopsol (ambas por 2-0), reducían las chances de Minero en su busca por ascender, las mismas que desaparecieron cuando empató en casa 1-1 ante Alianza Universidad. La fecha siguiente sumó 3 puntos más por la victoria en mesa ante Unicachi, que también abandonó el torneo, y luego venció a Sport Ancash 3-1, en partido que fue programado increíblemente por la Comisión de Justicia.
En su último partido, empató 2-2 con Caimanes y de esta manera, Minero le dijo adiós a un torneo que tuvo como campeón a Pacífico con 36 unidades, 7 más de las que tuvo el cuadro naranja.

### Descenso de Segunda División
En la Segunda División 2015 terminó en el puesto 11 y según las bases del torneo descendió a la Copa Perú junto a San Simón que se retiró a mitad del torneo. Sin embargo, la ADFP - SD solo consideró un único descenso y aceptó su permanencia en la categoría. Finalmente la Federación Peruana de Fútbol rechazó el pedido de la ADFP-SD de modificar las bases del campeonato 2015 y Minero no pudo mantenerse en Segunda siendo reemplazado por Cultural Santa Rosa.
Atlético Minero debió empezar su participación en la Copa Perú 2016 desde la Etapa Departamental de Lima pero la dirigencia del club optó por no participar. Desde entonces no compite en torneos oficiales.

### Resurgimiento
El 5 de diciembre de 2023 fue refundado como Club de Alto Rendimiento Atlético Minero e inició su participación en la Copa Perú 2024 desde la Liga Distrital de Chicla-Casapalca.
En 2024 fue campeón distrital y provincial con lo que clasificó a la Etapa Departamental de Lima. Fue eliminado en la primera fase luego de perder 2-0 de visita y 1-0 de local con Pacífico SMP.

## Presidentes
- Diana Pajuelo (2012)

## Uniforme
- Uniforme titular: Camiseta anaranjada, pantalón anaranjado, medias anaranjadas.
- Uniforme alternativo: Camiseta azul marino, pantalón azul marino, medias azul marino.

### Evolución del uniforme

#### Titular
| 1997-???? | ????-2007 | 2008 | 2010 | 2011 | 2012 | 2013 | 2013 | 2014 | 2014 |  |

#### Alternativo
| 2008 | 2011 | 2013 | 2014 |  |

#### Tercero
| 2013 | 2014 |  |

### Indumentaria y patrocinador
| Periodo         | Patrocinador |
| --------------- | ------------ |
| 2008 - 2010     | Walon        |
| 2011            | Convert      |
| 2012            | Walon        |
| 2013-Actualidad | NewLife      |

| Periodo       | Patrocinador     |
| ------------- | ---------------- |
| 2008          | SouthCom         |
| 2011-2012     | Sin patrocinador |
| 2013-presente | Agrícola Chapi   |

## Datos del club
- Puesto histórico: 69°
- Temporadas en Primera División: 1 (2008)
- Temporadas en Segunda División: 9 (2006 - 2007, 2009 - 2015)
- Mayor goleada conseguida:
  - En campeonatos nacionales de local: Atlético Minero 5:0 Sport Boys (6 de agosto de 2008), Atlético Minero 5:0 Tecnológico (21 de agosto de 2010).
  - En campeonatos nacionales de visita: Alfonso Ugarte 0:5 Atlético Minero (10 de junio de 2007).
- Mayor goleada recibida:
  - En campeonatos nacionales de local: Atlético Minero 0:4 Sport Ancash (16 de octubre de 2011), Atlético Minero 0:4 Deportivo Coopsol (27 de noviembre de 2011).
  - En campeonatos nacionales de visita: Alianza Universidad 7:1 Atlético Minero (6 de septiembre del 2015).

## Entrenadores
- Atilio Escate (2003-2004)
- Pablo Camargo (2005)
- Percy Orozco Serpa (2005) Semifinalista Copa Perú 2005
- Ronald Amoretti (2006)
- Rodolfo Chavarry (2006)
- Tito Chumpitaz (2007)
- José Ramírez Cubas (2007) Subcampeón Segunda División Perú 2007
- Jesús Oropesa (2008)
- Johano Bermúdez (2008)
- Duilio Cisneros (2008)
- José Torres (2008)
- Fernando Pajuelo (2008)
- Eusebio Salazar (2009)
- Johano Bermúdez Montero (2009)
- Francisco Melgar (2010)
- Marco Antonio Ipinze (2011)
- Percy Orozco Serpa (2011)
- Lizandro Barbarán (2012)
- José Ignacio Verme (2013)
- Dante Chumpitaz (2013)
- Lucio Avellaneda (2013)
- Juan Guzmán (2013)
- José Ignacio Verme (2014)
- Marco Antonio Ipinze (2014)
- Julio García Ruiz (2014)
- Oswaldo Araujo (2015)
- Mario Flores (2015)
- Lucio Avellaneda (2015)
- Mauro Reyes (2015)
- Aaron Buleje / Juan Hernández (2024)

## Palmarés

### Torneos nacionales
| Competición nacional            | Títulos | Subcampeonatos |
| ------------------------------- | ------- | -------------- |
| Segunda División del Perú (0/1) |         | 2007.          |

### Torneos regionales
| Competición regional                | Títulos                       | Subcampeonatos |
| ----------------------------------- | ----------------------------- | -------------- |
| Etapa Regional - Región IV (1/0)    | 2005.                         |                |
| Liga Departamental de Lima (1/1)    | 2005.                         | 2003.          |
| Liga Provincial de Huarochirí (3/0) | 2003, 2004, 2024.             |                |
| Liga Distrital de Chicla (5/0)      | 2003, 2004, 2005, 2024, 2025. |                |